# TKB-408突击步枪
TKB-408（俄语：ТКБ-408；ТКБ，全寫：Тульское Конструкторское Бюро，意為：圖拉設計局）是一枝由苏联輕兵器設計師日耳曼·A·科洛波夫為苏联军隊而設計的犢牛式突击步枪，可以全自動射擊，發射7.62×39毫米苏联口徑子彈。

## 概述
1946年，日耳曼·A·科洛波夫提交其TKB-408樣槍，並且參與苏联军隊測試委員會對於新型步槍的競標。然而，儘管TKB-408樣槍擁有準確的火力，但只能夠在惡劣環境之中發射約5,000發，沒有在嚴格的破壞性測試之中成功通過試驗；而卡拉什尼科夫的樣槍AK-46在經過一系列試驗與改進了導氣裝置與活塞系統以後成為現在的AK。
TKB-408與當時其他設計師作品採用的傳統型結構不同的是，它採用了在當時還是非常罕見的犢牛式結構，也就是將手槍握把和扳機組件置於槍機之前，而在機匣尾端設置托底板用於抵肩射擊。這樣一來，790毫米（31.1英吋）長度的槍身都仍然有一根500毫米（19.69英吋）長度的槍管。這在當時可說是一個很了不起的設計。
TKB-408採用了氣動式操作原理和傾側式槍機閉鎖機構，機匣是由鋼板沖壓製造，而槍托和護木則由木材製造。保險裝置和快慢機為相互獨立。射擊模式選擇位於機匣左側、手槍握把上方，可以選擇半自動和全自動射擊。保險裝置位於扳機的前方。拉機柄位於該槍左側、護木上方。設計上拋殼口的方向是右方，並且裝有翻轉式防塵蓋，因此並不能夠從左肩進行射擊。其發射的子彈為7.62×39毫米。專用的30發彈匣備有掛鉤，可以裝置於手槍握把底部並且鎖上，以防止彈匣掉落。

## 資料來源
1. ↑  （俄文）—Описание ТКБ-408 на сайте samostrel.h15.ru （页面存档备份，存于）
2. ↑  .   [2010-07-08]. （原始内容存档于2018-07-08）.

- Oruzhie Magazine, Page 9, Issue 5 1998 & Issue 6 1998.
- Popenker, Maxim; Williams, Anthony G. . The Crowood Press Ltd. 2004. ISBN 1-86126-700-2.

## 外部連結
- （英文）—Modern Firearms—Korobov TKB-408 assault rifle（页面存档备份，存于）
- （简体中文）—D Boy Gun World（槍炮世界）—失落的型号——失败的竞争对手（页面存档备份，存于）